# В ловушке у Бостонского Блэки
«В ловушке у Бостонского Блэки» (англ. Trapped by Boston Blackie) — американский детективный фильм с элементами комедии режиссёра Сеймура Фридмана, который вышел на экраны в 1948 году.
Это тринадцатый из четырнадцати фильмов студии Columbia Pictures о Бостонском Блэки, бывшем воре, ставшем детективом и помощником полиции. Во всех фильмах серии роль Бостонского Блэки сыграл Честер Моррис.
Фильм начинается с подозрительной гибели в автокатастрофе частного детектива Джо Кеньона. Бостонский Блэки вместе с другом и помощником Коротышкой (Джордж Э. Стоун) уговаривают его вдову, миссис Кеньон (Мэри Карриер) сохранить детективное агентство мужа, обещая со своей стороны всестороннюю помощь. В тот же день они получают заказ на охрану ценного жемчужного ожерелья светской дамы миссис Картер (Сара Селби), которое та собирается надеть на бал-маскарад в своём доме. Когда балетный инструктор Игорь Борио (Эдвард Норрис) сразу после танца возвращает упавшее ожерелье миссис Картер, выясняется, что оно поддельное. Инспектор Фаррадей (Ричард Лейн), естественно, подозревает Блэки, который теперь должен вернуть настоящее ожерелье и найти вора, чтобы снять подозрения как с себя, так и с миссис Кеньон. После сложного расследования Блэки устанавливает, что преступление совершила Сандра Дорэй (Фэй Бейкер), помощница Борио, которая вместе с мужем миссис Картер (Уильям Форрест) осуществила серию краж из богатых домов. Муж миссис Картер также подстроил автоаварию Джо Кеньона, когда тот подобрался к нему слишком близко.
Современные критики в основном дают позитивную оценку картине. Хотя она и следует некоторым шаблонным ходам, характерным для всего цикла, тем не менее, её отличают умный детективный сценарий и сильная актёрская игра.

## Сюжет
В своей нью-йоркской квартире Бостонский Блэки (Честер Моррис), бывший похититель драгоценностей, которому в силу обстоятельств часто приходится заниматься расследованием преступлений, читает в газете сообщение о гибели в автоаварии своего друга, частного детектива Джо Кеньона. При этом находившийся в автомобиле пассажир, личность которого не установлена, сбежал с небольшими травмами. Блэки вспоминает, что Джо последнее время занимался делом о страховании драгоценностей и не верит в то, что Джо мог без посторонней помощи попасть в аварию. После завтрака Блэки и его друг Коротышка (Джордж Э. Стоун) приезжают к Хелен (Мэри Карриер), жене Кеньона, которая принимает их в офисе мужа. Хелен говорит, что собирается продать бизнес Джо, так как ничего в нём не понимает. Блэки вместе с Коротышкой решают помочь Хелен и выполнить важный заказ, полученный Джо — выступить этим вечером в качестве охранной службы на костюмированном балу светской львицы миссис Картер, которой принадлежит бесценное жемчужное ожерелье.
В костюмах индийских факиров Блэки и Коротышка в сопровождении Дорис Брэдли (Джун Винсент), племянницы миссис Картер, направляются на вечеринку. Дорис рассказывает, что на мероприятии миссис Картер, которая увлечена балетом, собирается показать своё танцевальное мастерство в паре со своим наставником, знаменитым балетмейстером Игорем Борио (Эдвард Норрис). В доме их встречает миссис Клэр Картер (Сара Селби) с супругом Мейсоном Картером (Уильям Форрест), которая наедине напоминает Блэки и Коротышке, что их главная задача — не выдавая себя, следить за жемчужным ожерельем, которое красуется у неё на шее. Среди гостей Блэки замечает знакомое лицо, выясняя у Дорис, что это Сандра Дорэй (Фэй Бейкер), ассистентка Борио. Затем Дорис знакомит их со своей соседкой по гостинице, молодой поклонницей таланта Борио, Джоан Хоуэлл (Патриша Барри).
Когда миссис Картер исполняет балетный номер в паре с Борио, с её шеи слетает ожерелье, падая на пол к ногам Блэки, но его тут же подхватывает Борио и возвращает миссис Картер. После выступления проходит ужин, во время которого миссис Картер обнаруживает, что ожерелье поддельное. Мейсон вызывает полицию, а Дорис наедине уговаривает миссис Картер поручить расследование Блэки и Коротышке, однако та категорически возражает. Тем временем Борио о чём-то яростно спорит с Джоан. Вскоре появляется инспектор полиции Фаррадей (Ричард Лейн) в сопровождении сержанта Мэтьюза (Фрэнк Салли), объявляя, что все гости бала будут обысканы. Во время обыска Блэки замечает, что кто-то сунул ему в карман подлинное ожерелье, и он успевает положить его в стоящую рядом вазу. Когда Фаррадей узнаёт Блэки и Коротышку, они вынуждены бежать, и в суматохе кто-то забирает ожерелье из вазы. Дорис объясняет инспектору, что это она пригласила Блэки и Коротышку как охранников от агентства Кеньона. В участке Фаррадей вскоре отпускает Дорис, но продолжает допрос Хелен Кеньон, которая не сообщила, что взяла на работу в агентство Блэки и Коротышку. Затем инспектор сообщает Хелен, что, как выяснилось, кто-то намеренно вывел из строя машину её мужа, в результате чего он попал в аварию. Связь Хелен с Блэки в свете аварии и кражи кажется инспектору подозрительной, и он её задерживает.
Дорис приходит в свой гостиничный номер, где её встречают Блэки и Коротышка для обмана полиции переодевшиеся её пожилыми родителями из Чикаго. Вскоре к Дорис заходит Джоан, чтобы поприветствовать её родителей, и Блэки с Коротышкой продолжают играть эту роль. Сняв с Джоан меховую накидку, Блэки обнаруживает в её кармане пропавшее ожерелье. Джоан утверждает, что эту накидку ей дала Сандра Дорэй, чтобы она могла согреться. Дорис высказывает предположение, что Борио мог подменить ожерелье во время танца, а затем спрятал его в накидке своей ассистентки. Блэки говорит, что сам вернёт ожерелье Картерам и всё урегулирует, но просит Джоан никому об этом не рассказывать. После её ухода Блэки объясняет Дорис, что использует ожерелье как приманку, чтобы загнать в ловушку Сандру и её партнёра. Блэки предлагает временно спрятать ожерелье в сайфе в офисе Кеньона. Когда Блэки с Коротышкой и Дорис выходят из номера, Джоан из соседнего номера звонит Борио, заявляя, что даёт ему время до завтрашнего утра, после чего всё расскажет полиции.
В офисе Кеньона Блэки прячет ожерелье в одну из папок в картотечном шкафу, который запирает на ключ. Отдав ключ Дорис, Блэки просит её сообщить Борио, что она нашла жемчуг. Затем Коротышка, переодевшись в гардеробе Кеньона в униформу посыльного, доставляет Сандре её меховую накидку, которую та бросает, даже не проверив карманы. Блэки понимает, что она скорее всего не знала, что там находилось ожерелье. Блэки звонит Сандре, предлагая ей сделку по ожерелью, но она бросает трубку. Сразу после этого Сандра звонит Борио, рассказывая ему о звонке Блэки. Она говорит, что он мог узнать её по старым делам, и просит Борио быть готовым к его визиту. Не выдержав давления, Джоан рассказывает полиции, что отдала жемчуг родителям Дорис на хранение. Прибывшим Лейну и Мэтьюзу Дорис признаётся, что за её мать и отца выдавали себя Блэки и Коротышка. Она также заявляет, что ей известно, где находится ожерелье, и соглашается показать его детективам. Когда Дорис приводит Фаррадея в офис Кеньона, выясняется, что жемчуг из картотечного шкафа исчез. Рассерженный Фаррадей угрожает посадить в камеру и Дорис, и Джоан, каждая из которых, по его словам, защищает своего мужчину.
Коротышка приходит к Блэки в кабинет Кеньона, где обнаруживает в кармане пиджака книжку для выписки квитанций. Листая книжку, Блаки находит в ней код от сейфа Кеньона, после чего открывает его. Затем Блэки приезжает в танцевальную студию Борио, где, выдавая себя за бизнесмена, просит записать его в танцевальный класс, однако Сандра сомневается, что он подойдёт по возрасту. Пока Блэки отвлекает разговорами Сандру, Коротышка забирается через окно в её гостиничный номер, где роется в шкафу и письменном столе. Вскоре у Борио заканчивается занятие, и он направляется в свой кабинет. По дороге Сандра его предупреждает, что его ожидает подозрительный субъект, возможно, подосланный Бостонским Блэки. Пока Блэки беседует с Борио, Коротышка находит в номере Сандры газетную вырезку, забрав которую, уходит. Затем Блэки заявляет Борио, что он страховой следователь, и ему известно, что Борио интересуется ожерельем. Блэки говорит, что ожерелье в данный момент находится в руках лица, предпочитающего остаться анонимным, который готов продать его Борио. Демонстрируя интерес, Борио нажимает скрытую кнопку вызова полиции и ищет в столе свой пистолет, которым уже завладел Блэки. Он направляет пистолет на Борио и скрывается через дверь. Когда им удаётся отъехать от гостиницы на безопасное расстояние, Коротышка показывает Блэки газетную статью о причастности Сандры к краже драгоценностей вместе со скупщиком краденого по имени Луи Гэриг (Бен Уэлден), однако её оправдали из-за недостаточности улик. Подозревая, что Луи может быть связан с кражей ожерелья, Блэки с Коротышкой отправляются в ломбард Гэрига.
К Фаррадею приходит Мейсон Картер со своим адвокатом Данном (Пьер Уоткин), требуя выпустить на свободу незаконно удерживаемых трёх женщин. В частности, Мейсон готов внести прямо сейчас залог за свою племянницу Дорис, а также за Джоан и миссис Кеньон. Тем временем Блэки и Коротышка приезжают в ломбард к Луи, где в отдельной комнате их встречает Сандра с пистолетом в руке. Блэки говорит ей, что Борио, наверное, был очень удивлён, узнав, что миссис Картер носит подделку. Блэки назначает за ожерелье ту же цену, что и предлагал Борио — 50 тысяч долларов. Сандра готова найти эти деньги, после чего Блэки предлагает назначить место и время сделки. Затем Блэки звонит Фаррадею и сообщает ему, что продажа ожерелья состоится этой ночью на кладбище. В назначенное время на кладбище, когда Блэки встречается с Сандрой, неожиданно появляется Мейсон Картер с пистолетом в руке, требуя отдать ему принадлежащее ему ожерелье. Вскоре они видят быстро приближающихся Фаррадея и Мэтьюза, что позволяет Блэки с Коротышкой воспользоваться моментом и сбить Мейсона с ног и убежать. Сандра подхватывает упавший пистолет и несколько раз стреляет в след Блэки. Не поймав его, Фаррадей отпускает Мейсона и Сандру.
Чтобы добиться освобождения миссис Кеньон, Блэки решает устроить ловушку в офисе Кеньона. Вместе с Коротышкой они приходят туда в тот момент, когда Мейсон и Сандра автогеном пытаются вскрыть сейф. Начинается драка, в результате которой Мейсон первым добирается до пистолета. Взяв Блэки и Коротышку на мушку, Мейсон звонит Фаррадею, сообщая, что задержал Блэки при попытке взломать сейф Кеньона. Прибывший Фаррадей надевает на Блэки наручники, на что Блэки отвечает, что арестованы должны быть Мейсон и Сандра. Блэки говорит, что ему не нужно было вскрывать сейф автогеном, так как он знал код, показывая свёрнутый листок бумаги. Поняв, что разоблачён, Мейсон, угрожая оружием, пытается бежать. Фаррадей стреляет ему в спину, убивая при попытке к бегству. Мэтьюз раскрывает листок и видит, что на нём записаны ставки на скачках. Вернувшийся Фаррадей говорит, что Сандра ранее уже во всём созналась и дала исчерпывающие показания. Как выясняется, Картер не имел своих денег, и когда супруга отказала ему в доступе к своим средствам, он разработал план, как грабить состоятельных граждан, и привлёк к нему Сандру и Луи. Сандра также рассказала, что когда Кеньон начал подозревать Картера в подготовке преступления, тот испортил его машину, что привело к смертельной аварии. А ожерелье Мейсон подменил ещё до начала выступления миссис Картер, надеясь, что подмена останется незамеченной. Бонус, который готова выплатить страховая компания за возвращение ожерелья, Блэки отдаёт Хелен.

## В ролях
- Честер Моррис — Бостонский Блэки
- Джун Винсент — Дорис Брэдли
- Ричард Лейн — инспектор Фаррадей
- Патриция Уайт — Джоан Хоуэлл
- Эдвард Норрис — Игор Борио
- Джордж Э. Стоун — Коротышка
- Фрэнк Салли — сержант Мэтьюз
- Фэй Бейкер — Сандра Дорэй
- Уильям Форрест — Мейсон Картер (в титрах не указан)

## Создатели фильма и исполнители главных ролей
Этот фильм стал первой самостоятельной режиссёрской работой бывшего ассистента режиссёра Сеймура Фридмана. В дальнейшем вплоть до 1956 года он поставил 24 фильма категории В, среди которых «Дневник Криминального доктора» (1949), «Подручный дьявола» (1949), «Криминальный адвокат» (1951), «Кредитная акула» (1952), «Возвращение Святого» (1953) и «Охота на человека в Африке» (1954). Позднее Фридман работал над эпизодами телесериалов «Одинокий волк» (1954—1955) и «Приключения Сокола» (1954—1955). По мнению историка кино Кима Ньюмана, Фридман «кажется, более талантлив, чем Д. Росс Ледерман, хотя ему далеко до Роберта Флори, Эдварда Дмитрика или Бадда Беттикера».
Честер Моррис, который был номинирован на «Оскар» за главную роль в гангстерской мелодраме «Алиби» (1930), сыграл также в таких фильмах, как мелодрама «Развод» (1930) с Нормой Ширер, тюремная мелодрама «Казённый дом» (1930), фильм ужасов «Шёпот летучей мыши» (1930), романтическая комедия «Женщина с рыжими волосами» (1932) с Джин Харлоу и приключенческий фильм «Пятеро вернувшихся назад» (1939) с Люсиль Болл, а, начиная с 1940 по 1949 год сыграл главную роль во всех четырнадцати фильмах о Бостонском Блэки.
Свои самые значимые роли Джун Винсент сыграла в фильмах «Кульминация» (1944), «Чёрный ангел» (1946), «Не проливая слёз» (1948), «Вызов» (1948), «Крипер» (1948) и «Ночь без сна» (1952). Начиная с 1952 года и по 1976 год, Винсент работала почти исключительно на телевидении, появившись в эпизодах 86 различных сериалов.

## История создания фильма
Это тринадцатый из четырнадцати фильмов студии Columbia Pictures о Бостонском Блэки.
В этой картине Джордж Э. Стоун в последний раз в цикле о Бостонском Блэки появился в роли Коротышки. Стоун сыграл эту роль в 12 фильмах.
Фильм находился в производстве с 8 по 18 декабря 1947 года. Премьера фильма состоялась с Нью-Йорке 20 апреля 1948 года. Фильм вышел на широкие экраны 13 мая 1948 года.

## Оценка фильма критикой
После выхода картины на экраны рецензент журнала Variety назвал её «стандартной мелодрамой в сериале о Блэки», а в 1985 году кинокритики Джей Роберт Нэш и Стэнли Ральф Росс написали, что «фильм следует сложившейся формуле. В какой-то момент Моррис и Стоун переодеваются в пожилую пару, и это настолько устаревший приём в сериале, что сюжет немного провисает». По мнению киноведа Джина Блоттнера, это «хорошая детективная история о Бостонском Блэки, в которой личность злодея хорошо скрыта». Критик отмечает, что «актёрская игра на высоте, Честер Моррис, как всегда, бойкий и жизнерадостный». В итоге, «первая режиссёрская работа Сеймура Фридмана бьёт точно в цель, приводя этот интригующий запутанный сюжет к достойному финалу».
По мнению историка кино Рона Беккера, этот фильм «возвращается к формуле, которая делала многие ранние фильмы о Бостонском Блэки такими занимательными». Как пишет киновед, «на этот раз сюжет довольно запутан», а «подозрение переходит от одного персонажа к другому, и каждый из них ведёт себя подозрительно. Личность истинного преступника вызывает лёгкое удивление, но разгадка того, как на самом деле была совершена кража, довольно умна» . По словам киноведа, хотя в фильме по-прежнему много комедийных сцен, «они построены на умных диалогах и никогда не затмевают интригующую тайну… Этому увлекательному фильму удается перевернуть ситуацию, показав потенциал, который всегда был у этого сериала».
Современный историк кино Деннис Шварц отмечает, что это «один из самых ярких фильмов сериала о Бостонском Блэки». Он поставлен «по замечательному сценарию», а режиссёр «Сеймур Фридман делает фильм чётким, следуя стандартным принципам, сочетающим комедию с детективом. Это далеко не криминальная драма, но для фильма, который не является шедевром, он умудряется местами сверкать».
По словам киноведа Кима Ньюмана, «как и „Бостонский Блэки и закон“, это почти настоящий детектив», при этом сценарист Морис Томбрагел «придумывает хитроумные ситуации и остроумные реплики, чтобы удержать внимание между длинными комедийными эпизодами». Как отмечает Ньюман, «следуя традиции этого сериала, в число подозреваемых попадает множество интересных, привлекательных женщин (Фэй Бейкер, Джун Винсент, Патриша Барри) в шикарных нарядах 1940-х годов», а «инспектор Фаррадей в исполнении Ричарда Лейна находится в отличной форме». Беккер также подчёркивает, что «Фаррадей и Блэки, как обычно, отпускают остроумные реплики, а Патриша Барри играет ещё одну подозреваемую в длинной череде красивых подозреваемых в сериале о Блэки».